# Astragalus plumbeus
Astragalus plumbeus är en ärtväxtart som först beskrevs av Sergej Arsenjevitj Nevskij, och fick sitt nu gällande namn av Nikolai Fedorovich Gontscharow. Astragalus plumbeus ingår i släktet vedlar, och familjen ärtväxter. Inga underarter finns listade i Catalogue of Life.